# Espinuelh
Épineuil-le-Fleuriel és un municipi francès, situat al departament de Cher i a la regió de Centre – Vall del Loira. L'any 2007 tenia 452 habitants.

## Demografia

### Població
El 2007 la població de fet d'Épineuil-le-Fleuriel era de 452 persones. Hi havia 207 famílies, de les quals 72 eren unipersonals (40 homes vivint sols i 32 dones vivint soles), 52 parelles sense fills, 59 parelles amb fills i 24 famílies monoparentals amb fills.
La població ha evolucionat segons el següent gràfic:
Habitants censats

### Habitatges
El 2007 hi havia 324 habitatges, 208 eren l'habitatge principal de la família, 80 eren segones residències i 35 estaven desocupats. 310 eren cases i 4 eren apartaments. Dels 208 habitatges principals, 165 estaven ocupats pels seus propietaris, 36 estaven llogats i ocupats pels llogaters i 8 estaven cedits a títol gratuït; 3 tenien una cambra, 18 en tenien dues, 43 en tenien tres, 62 en tenien quatre i 82 en tenien cinc o més. 150 habitatges disposaven pel capbaix d'una plaça de pàrquing. A 105 habitatges hi havia un automòbil i a 78 n'hi havia dos o més.

### Piràmide de població
La piràmide de població per edats i sexe el 2009 era:
| Homes | Edats   | Dones |
| ----- | ------- | ----- |
| 0     | 95 o +  | 0     |
| 0     | 90 a 94 | 0     |
| 0     | 85 a 89 | 0     |
| 16    | 80 a 84 | 4     |
| 20    | 75 a 79 | 24    |
| 4     | 70 a 74 | 16    |
| 12    | 65 a 69 | 12    |
| 24    | 60 a 64 | 28    |
| 8     | 55 a 59 | 8     |
| 8     | 50 a 54 | 8     |
| 24    | 45 a 49 | 12    |
| 20    | 40 a 44 | 16    |
| 12    | 35 a 39 | 12    |
| 4     | 30 a 34 | 0     |
| 0     | 25 a 29 | 12    |
| 4     | 20 a 24 | 12    |
| 16    | 15 a 19 | 12    |
| 0     | 10 a 14 | 12    |
| 8     | 5 a 9   | 4     |
| 4     | 0 a 4   | 0     |

## Economia
El 2007 la població en edat de treballar era de 266 persones, 171 eren actives i 95 eren inactives. De les 171 persones actives 155 estaven ocupades (90 homes i 65 dones) i 16 estaven aturades (8 homes i 8 dones). De les 95 persones inactives 38 estaven jubilades, 18 estaven estudiant i 39 estaven classificades com a «altres inactius».

### Ingressos
El 2009 a Épineuil-le-Fleuriel hi havia 206 unitats fiscals que integraven 446 persones, la mediana anual d'ingressos fiscals per persona era de 13.716 €.

### Activitats econòmiques
Dels 19 establiments que hi havia el 2007, 2 eren d'empreses extractives, 2 d'empreses alimentàries, 1 d'una empresa de fabricació d'altres productes industrials, 5 d'empreses de construcció, 1 d'una empresa de comerç i reparació d'automòbils, 1 d'una empresa d'hostatgeria i restauració, 3 d'empreses immobiliàries, 2 d'empreses de serveis i 2 d'entitats de l'administració pública.
Dels 7 establiments de servei als particulars que hi havia el 2009, 1 era un paleta, 2 fusteries, 2 lampisteries, 1 electricista i 1 agència immobiliària.
L'únic establiment comercial que hi havia el 2009 era una fleca.
L'any 2000 a Épineuil-le-Fleuriel hi havia 43 explotacions agrícoles que ocupaven un total de 3.277 hectàrees.

## Equipaments sanitaris i escolars
El 2009 hi havia una escola elemental.

## Poblacions més properes
El següent diagrama mostra les poblacions més properes.